# Кудрявцев Володимир Ілліч
Володимир Ілліч Кудря́вцев (рос. Владимир Ильич Кудрявцев; 12 липня 1900, Бурцево — 16 травня 1979, Москва) — радянський мікробіолог, фахівець в області селекції, екології та систематики мікроорганізмів. Доктор біологічних наук з 1952 року, професор з 1958 року.

## Біографія
Народився 30 червня (12 липня) 1900 року в селі Бурцево Ржевського повіту Тверської губернії Російської імперії (нині Ржевського району Тверської області Росії). У 1926 році закінчив 1-й Ленінградський медичний інститут. Працював на науковій і керівній роботі. Брав участь у Другій світовій війні з червня 1941 року, був військовим лікарем. З 1975 року — завідувач лабораторією систематики дріжджів Інституту мікробіології АН СРСР (Москва).
Помер у Москві 16 травня 1979 року.

## Наукова діяльність
Вченим вивчені закономірності поширення певних видів дріжджів в природі, видовий склад дріжджів у виноробстві. Розроблено теорію про видоутворення дріжджів, про зв'язок походження окремих їх видів з практичною діяльністю людини; запропонований метод безперервного відбору цінних культур дріжджів в виробничих умовах; розроблені методи зберігання дріжджових культур, що забезпечують стабільність їх важливих властивостей. Автор понад 100 наукових робіт. Серед них:
- Систематика дрожжей. — Москва, 1954;
- Новые данные к методике непрерывного улучшающего отбора шампанских дрожжей из производства. — Тр./Института микробиологии и вирусологии АН Каз. ССР, 1961, вып. 4 (у співавторстві).

## Нагороди
Нагороджений:
- ордени:
  - Вітчизняної війни ІІ ступеня (28 квітня 1945);
  - Червоної Зірки (6 жовтня 1943);
  - Трудового Червоного Прапора;
  - «Знак Пошани».
- медаль:
  - «За бойові заслуги» (15 вересня 1942)[1].